# Тезей
Тезей (на старогръцки: Θησεύς) в гръцката митология е легендарен владетел на Древна Атина (1259/1258 пр.н.е.)
Подвизите, с които е най-известен са свързани с пребиваването му в Подземното царство на Хадес, откъдето се опитва да отвлече Персефона, в полза на приятеля си Пиритой, вожд на великанското племе лапити, и в двореца на царя на остров Крит Минос – в частта му, известна като Лабиринт, където убива чудовище, наричано Минотавър – чудовище с глава на бик и тяло на човек (потомък на царица Пасифая и Критския бик), с помощта на влюбената в него принцеса Ариадна.

## Тезей преди идването му в Атина
Баща на Тезей е Егей (син на Пандион II). Майка му е Етра, дъщеря на цар на град Трезен (Тризин), в Арголида Питей, потомък на цар Тантал. Егей дълго няма деца (от жена си Медея), докато не се обръща с въпрос към Делфийския оракул, дали въобще ще има потомство. Отговорът е донякъде неясен, но все пак той разбира, че ще има син, а Питей, комуто гостува решава да даде на госта си за наложница щерка си, защото предвижда, че детето ще стане един ден велик герой. Тя действително забременява, но – според митологията, в която Тезей е възприеман полубог – от бога на моретата Посейдон. На тръгване за Атина Егей оставя своя меч и сандалите си под една скала, с поръка когато синът му стане достатъчно силен, за да я отмести, да отиде с тях при него, което Тезей изпълнява, а по пътя извършва много подвизи: побеждава Перифет, Синид, Кромионската свиня (предшественик на Калидонския глиган), Скирон, Керкион и Дамаст.

## Тезей и Ариадна
След разгрома на силите на град Атина от Минос, царя на Крит, той изисква от победените редовна контрибуция, състояща се от 7 атински младежи (от мъжки и женски пол), предназначени за плячка на Минотавъра (според легендата за него – обитаващ подземието на двореца на владетеля звяр, кръстоска от човек и бик) и пращани му с тази цел на всеки 9 години. Тази договорка се изпълнява 3 пъти, при последния от които за Крит заминава и Тезей, с намерението да убие съществото. Обещава на баща си, че ако оцелее, платната на кораба му на връщане ще бъдат бели, а ако не – ще си си останат, както на тръгване, черни (обозначаващи кораба с храната за чудовището).
На острова Тезей се залюбва с дъщерята на царя и тя решава да му помогне, като (по съвета на Дедал, строителя на Лабиринта) му открива единственото средство, с помощта на което е възможно излизането от подземния дворец на чудовището. Дава му кълбо прежда, което постепенно да развива по пътя си, така че след като евентуално победи, да може да се върне по същия път. Този метод е наречен на нейно име – нишката на Ариадна. Тезей действително успява да победи и обезглави Минотовъра и, с оцелелите си съплеменници и принцесата, се измъква както от дома му, така и от Крит. Едва по пътя, когато спират в свещената област Диа (вероятно на или около остров Наксос), той научава, че момичето е обречено на бог Дионис, на когото се вижда принуден да го отстъпи. Потънал в дълбока скръб по любимата си, така и не забелязва, че платната на кораба му са останали черни и с това предизвиква смъртта на Егей, който се самоубива, смятайки сина си за мъртъв. Оттогава, според легендата за него, морето на юг от Гърция, в което той се хвърля и удавя, се нарича Егейско.

## Корабът на Тезей
Според „Животът на Тезей“ на Плутарх, корабът, на който Тезей се връща от минойския Крит в Атина, е съхраняван в атинското пристанище като паметник в продължение на няколко века.
Корабът, с който се върнали Тезей и атинският младеж, имал тридесет гребла и бил запазен от атиняните дори до времето на Деметрий Фалерски, тъй като те премахвали старите дъски, когато изгнивали, и поставяли ново, по-здраво дърво на тяхно място...
Корабът е трябвало да се поддържа годен за мореплаване, тъй като в замяна на успешната мисия на Тезей, атиняните обещали да почитат Аполон всяка година занапред. Така че атиняните изпращали религиозни мисии на остров Делос (едно от най-важните светилища на Аполон) с атинска държавна галера – този същия кораб – за да поднесат своята вярност към бога. За да се запази чистотата на събитието, не се разрешавали екзекуции от началото на религиозната церемония до завръщането на кораба от Делос, което отнемало няколко седмици.
За да се запази корабът, цялото износено или изгнило дърво постепенно е заменено; по този начин не става ясно каква част от оригиналния кораб е останала, повдигайки философския въпрос дали корабът трябва да се счита за „същия“ кораб или не. Подобни философски въпроси за природата на идентичността понякога се наричат „парадокс корабът на Тезей“.
Атиняните запазват кораба, тъй като вярват, че Тезей е реална историческа личност и корабът им дава осезаема връзка с неговия божествен произход.

## Тезей в Хадес
Когато Пиритой и Тезей се спускат в Хадес за да похитят Персефона за да я направят невеста на лапита (преди това отмъкват и Хубавата Елена, възнамерявайки да я оженят за Тезей, но в отсъствието им братята ѝ я връщат в Спарта), те са заловени и приковани към една пейка, близо до входа му. Остават в плен дълго време, но впоследствие, когато Херкулес отива в Подземното царство за да поиска (от името на Евристей) от господаря му да му даде Цербер, той освобождава Тезей, макар че не успява да спаси и Пиритой, който е наказан за греха си да остане там завинаги.
- Сребърен киликс с Тезей и Маратонския бик, 445 – 440 г. пр. Хр, част от Колекция Васил Божков, София, България
- Тезей убива минотавъра
- Тезей с главата на минотавъра – бронз пр. 1800